# Centrotypus bowringi
Centrotypus bowringi är en insektsart som beskrevs av William Lucas Distant. Centrotypus bowringi ingår i släktet Centrotypus och familjen hornstritar. Inga underarter finns listade i Catalogue of Life.